# Landkreis Changhua
Der Landkreis Changhua (chinesisch 彰化縣, Tongyong Pinyin Jhanghuà Siàn, W.-G. Chang-hua Hsien, Pe̍h-ōe-jī Chiong-hoà-koān) ist ein Landkreis in Taiwan. Hauptstadt ist die Stadt Changhua.
Im Nordwesten des Landkreises liegt die historisch bedeutsame Hafenstadt Lukang. Deren Altstadt mit einer Reihe gut erhaltener Tempel ist heute eine bedeutende Touristenattraktion.

## Lage
Der Landkreis Changhua liegt im zentralen Teil Westtaiwans. Im Süden bildet der Fluss Zhuoshui die Grenze
zum Landkreis Yunlin, die Nordgrenze zur Stadt Taichung folgt größtenteils dem Dadu-Fluss, an dem die Hauptstadt Changhua liegt. Im Osten grenzt der Landkreis Changhua an den Landkreis Nantou, im Westen an die Taiwanstraße.
Die Changhua-Ebene, zusammen mit der sich südlich anschließenden Jianan-Ebene die größte Ebene Taiwans, nimmt den Großteil des Kreises ein. Der Landkreis Changhua ist mit 1074 km² der flächenmäßig kleinste der 15 Landkreise auf Taiwan und reicht im Gegensatz zu den meisten anderen Landkreisen Westtaiwans nicht in das zentrale Bergland der Insel hinein. Auf seinem Gebiet befinden sich lediglich einige Hügel, vor allem in der Bagua-Hügelkette, die sich entlang der Grenze zum Landkreis Nantou erstreckt.
Das hat zur Folge, dass das gesamte Kreisgebiet relativ dicht besiedelt ist. Mit 1144 Einwohnern pro km² hatte der Landkreis Changhua im September 2024 die höchste Bevölkerungsdichte aller taiwanischen Landkreise.
Die Nord-Süd-Autobahn 1 führt durch den Landkreis Changhua, ebenso die Hauptstrecke der Taiwanischen Eisenbahn, von der im Bahnhof Ershui die Jiji-Linie, eine nach Osten in den Landkreis Nantou führende Nebenstrecke, abzweigt.
Die Taiwanische Hochgeschwindigkeitsbahn durchquert den Landkreis Changhua ohne Halt, jedoch liegt deren Bahnhof Taichung nahe der Kreisgrenze. Zusätzlich ist eine eigene Station Changhua in der Gemeinde Tianzhong im Südosten des Landkreises in Planung.

## Politik

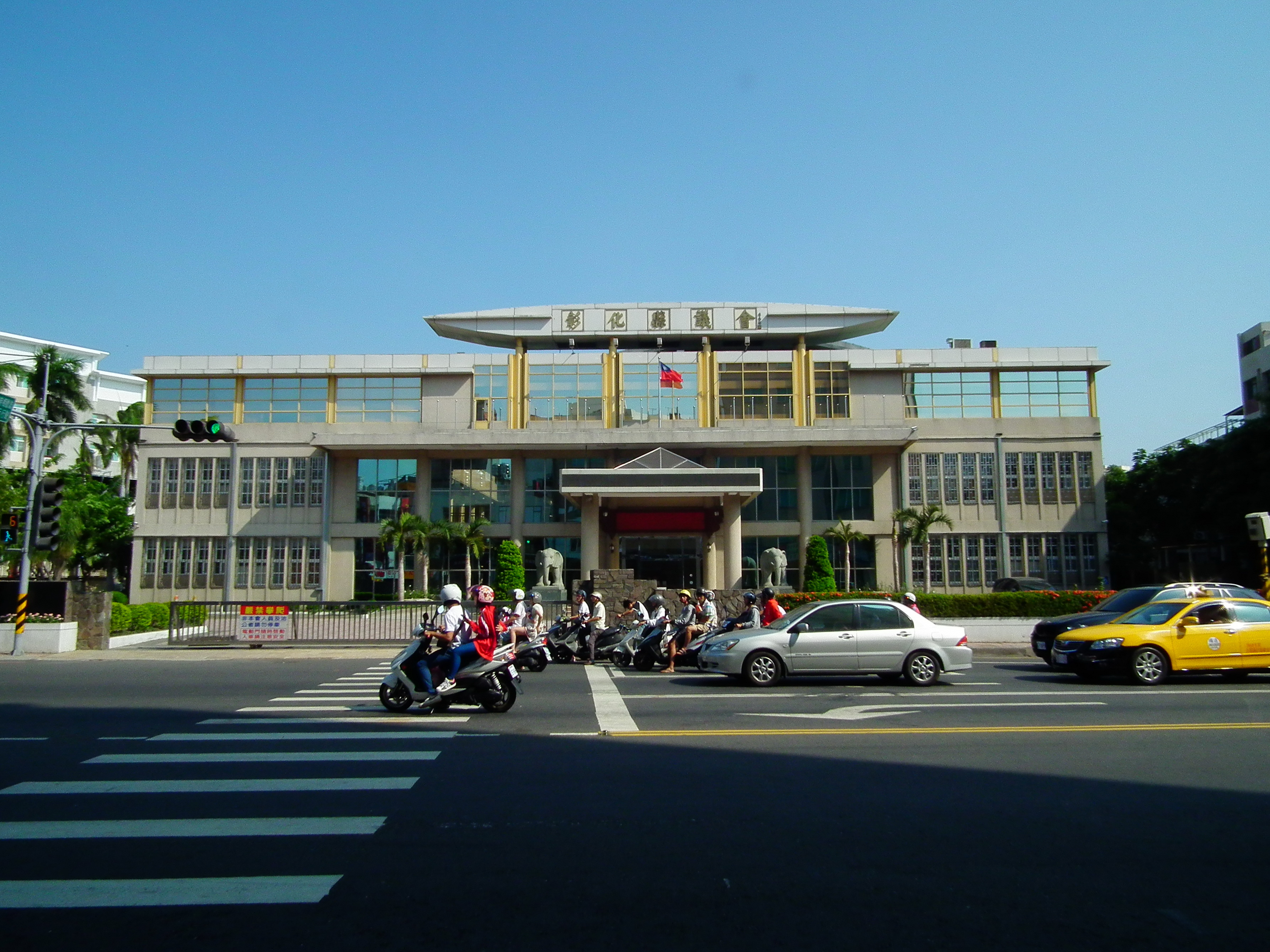
Gebäude des Kreistages von Changhua

Das Selbstverwaltungsorgan des Landkreises ist der Kreistag des Landkreises Changhua (彰化縣議會,  Zhānghuà Xiàn Yìhuì), der 54 Mitglieder umfasst, die jeweils auf vier Jahre gewählt werden. Bei der Wahl 2014 wurde die Kuomintang mit 24 von 54 Mandaten stärkste Partei.

## Städte und Gemeinden
Die Hauptstadt Changhua und die Stadt Yuanlin sind die einzigen Städte (市,  Shì) des Landkreises. Daneben gibt es sieben Stadtgemeinden (鎮,  Zhèn) und 18 Landgemeinden (鄉,  Xiāng). In der folgenden Tabelle sind die Einwohnerzahlen mit Stand Mai 2018 aufgeführt.
| Gemeinde         | Han-Schrift | Hanyu Pinyin | Tongyong Pinyin | Fläche (km²) | Einwohner | Ew./km² |
| ---------------- | ----------- | ------------ | --------------- | ------------ | --------- | ------- |
| 2 Städte         |             |              |                 |              |           |         |
| Changhua         | 彰化市      | Zhānghuà     | Jhanghuà        | 65,6947      | 232.965   | 3.546   |
| Yuanlin          | 員林市      | Yuánlín      | Yuánlín         | 40,038       | 124.603   | 3.112   |
| 6 Stadtgemeinden |             |              |                 |              |           |         |
| Beidou           | 北斗鎮      | Běidǒu       | Běidǒu          | 19,2547      | 33.281    | 1.728   |
| Erlin            | 二林鎮      | Èrlín        | Èrlín           | 92,8478      | 50.816    | 547     |
| Hemei            | 和美鎮      | Héměi        | Héměi           | 39,9345      | 90.792    | 2.274   |
| Lukang           | 鹿港鎮      | Lùgǎng       | Lùgǎng          | 39,4625      | 86.732    | 2.198   |
| Tianzhong        | 田中鎮      | Tiánzhōng    | Tiánjhong       | 34,6056      | 41.743    | 1.206   |
| Xihu             | 溪湖鎮      | Xīhú         | Sihú            | 32,0592      | 55.532    | 1.732   |
| 18 Landgemeinden |             |              |                 |              |           |         |
| Dacheng          | 大城鄉      | Dàchéng      | Dàchéng         | 63,7406      | 16.861    | 265     |
| Dacun            | 大村鄉      | Dàcūn        | Dàcun           | 30,7837      | 36.825    | 1.196   |
| Ershui           | 二水鄉      | Èrshuǐ       | Èrshuěi         | 29,4449      | 15.236    | 517     |
| Fangyuan         | 芳苑鄉      | Fāngyuàn     | Fangyuàn        | 91,3827      | 33.605    | 368     |
| Fenyuan          | 芬園鄉      | Fēnyuán      | Fenyuán         | 38,0204      | 23.637    | 622     |
| Fuxing           | 福興鄉      | Fúxīng       | Fúsing          | 49,8934      | 47.201    | 946     |
| Huatan           | 花壇鄉      | Huātán       | Huatán          | 36,3469      | 45.861    | 1.262   |
| Pitou            | 埤頭鄉      | Pítóu        | Pítóu           | 42,7508      | 30.615    | 716     |
| Puxin            | 埔心鄉      | Pǔxīn        | Pǔsin           | 20,9526      | 34.712    | 1.657   |
| Puyan            | 埔鹽鄉      | Pǔyán        | Pǔyán           | 38,6081      | 32.530    | 843     |
| Shengang         | 伸港鄉      | Shēngǎng     | Shengǎng        | 22,3268      | 36.981    | 1.656   |
| Shetou           | 社頭鄉      | Shètóu       | Shètóu          | 36,1449      | 43.012    | 1.190   |
| Tianwei          | 田尾鄉      | Tiánwěi      | Tiánwěi         | 24,0375      | 27.459    | 1.142   |
| Xianxi           | 線西鄉      | Xiànxī       | Siànsi          | 18,0856      | 16.923    | 936     |
| Xiushui          | 秀水鄉      | Xiùshuǐ      | Siòushuěi       | 29,3447      | 39.268    | 1.338   |
| Xizhou           | 溪州鄉      | Xīzhōu       | Sijhou          | 75,831       | 29.871    | 394     |
| Yongjing         | 永靖鄉      | Yǒngjìng     | Yǒngjìng        | 20,6382      | 37.176    | 1.801   |
| Zhutang          | 竹塘鄉      | Zhútáng      | Jhútáng         | 42,1662      | 15.223    | 361     |

| Gemeinden des Landkreises Changhua |
| Changhua Yuanlin Beidou Erlin Hemei Lukang Tianzhong Xihu Dacheng Dacun Ershui Fangyuan Fenyuan Fuxing Huatan Pitou Puxin Puyan Shengang Shetou Tianwei Xianxi Xiushui Xizhou Yongjing Zhutang Stadt Taichung Landkreis Yunlin Landkreis Nantou |